# 燕子口镇
燕子口镇，是中华人民共和国贵州省毕节市七星关区下辖的一个乡镇级行政单位。

## 行政区划
燕子口镇下辖以下地区：
燕子口村、云台村、黄泥村、中沟村、金竹村、雄狮村、石街村、海子村、罗福村、甘沟河村、新村、新光村、沔鱼河村、龙洞村、大田村、小河沟村、沓苏村、小堡子村、一心村、小哨村、雄峰村、阳光村、庆祝村和官河村。